# Rishi Sunak
Rishi Sunak (ur. 12 maja 1980 w Southampton) – brytyjski polityk pochodzenia indyjskiego.  W latach 2022–2024 premier Wielkiej Brytanii i lider Partii Konserwatywnej.
Od 2015 poseł do Izby Gmin. W latach 2019−2020 naczelny sekretarz skarbu w pierwszym gabinecie Borisa Johnsona, w latach 2020−2022 kanclerz skarbu w drugim gabinecie Borisa Johnsona.

## Życiorys

### Pochodzenie, wykształcenie i praca zawodowa
Rishi Sunak urodził się 12 maja 1980 roku w Southampton. Jego rodzice wywodzą się z Pendżabu w Indiach, choć urodzili się w różnych miejscach. Jego ojciec Yashvir Sunak urodził się w Kolonii Kenii (ob. Kenia), zaś matka Usha Sunak urodziła się w Tanganice (ob. część Tanzanii). Swoją drogę edukacyjną rozpoczął w Stroud School, szkole przygotowawczej w Romsey, a następnie uczęszczał do Winchester College, niezależnej szkoły z internatem dla chłopców. W 2001 roku ukończył studia na Lincoln College w Oksfordzie, otrzymując dyplom z filozofii, ekonomii i politologii. W 2006 roku ukończył studia podyplomowe Master of Business Administration na Uniwersytecie Stanforda.
W latach 2001–2004 pracował jako analityk w banku inwestycyjnym Goldman Sachs, a następnie dla firmy zarządzającej funduszami hedgingowymi The Children’s Investment Fund Management. Był także dyrektorem firmy inwestycyjnej Catamaran Ventures, należącej do jego teścia, indyjskiego biznesmena N.R. Narayany Murthy’ego. W 2015 roku porzucił karierę biznesową dla polityki.

### Działalność polityczna

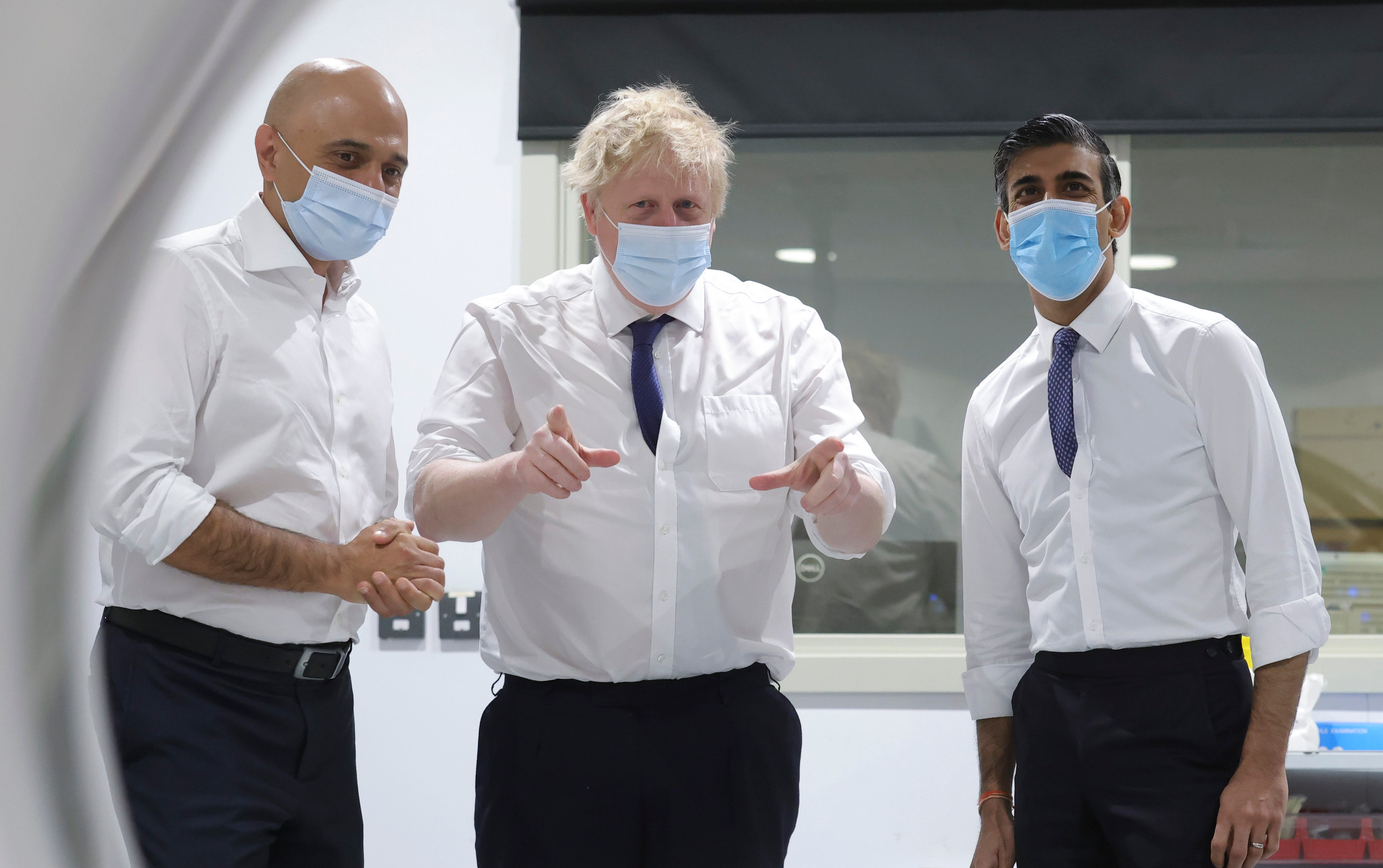
Sajid Javid, Boris Johnson i Rishi Sunak (2022)

Jego kariera polityczna rozpoczęła się w 2015 roku, po tym jak został wybrany na członka Izby Gmin. W ramach prac parlamentarnych był członkiem Komisji Specjalnej ds. Środowiska, Żywności i Spraw Wiejskich. Reelekcję poselską otrzymał w 2017 i 2019 roku.
W latach 2018–2019 pełnił funkcję parlamentarnego podsekretarza stanu w Departamencie Mieszkalnictwa, Społeczności i Samorządu Lokalnego. 24 lipca 2019 roku został powołany na stanowisko naczelnego sekretarza skarbu, a dzień później został członkiem Tajnej Rady. 13 lutego 2020 roku został wyznaczony na urząd kanclerza skarbu, czyli brytyjskiego odpowiednika polskiego szefa resortu finansów. 5 lipca 2022 roku złożył dymisję z funkcji kanclerza i tym samym sprzeciwił się polityce premiera Johnsona.  
8 lipca 2022 roku ogłosił swój start w wyborach na przewodniczącego Partii Konserwatywnej, w miejsce Borisa Johnsona, który zrezygnował z tej funkcji dzień wcześniej. Po wygraniu wszystkich dotychczasowych tur, wspólnie z Liz Truss dotarł do ostatniej rundy wyborów, w której został pokonany - zdobył 60 399 głosów, podczas gdy Liz Truss 81 326.

#### Premier Zjednoczonego Królestwa Wielkiej Brytanii i Irlandii Północnej
23 października 2022 roku ogłosił swój start w wyborach na przewodniczącego Partii Konserwatywnej, w miejsce Liz Truss, która zrezygnowała z tej funkcji kilka dni wcześniej. 24 października 2022 został wybrany na lidera Partii Konserwatywnej.
25 października 2022 z rąk brytyjskiego króla Karola III otrzymał misję stworzenia gabinetu. Jest drugim po Benjaminie Disraelim premierem kraju wywodzącym się z mniejszości etnicznej. Mając 42 lata został najmłodszym obejmującym urząd od ponad 200 lat, a także trzecim szefem brytyjskiego rządu w ciągu dwóch miesięcy.
Po przegranych przedterminowych wyborach parlamentarnych, które odbyły się 4 lipca 2024, Sunak złożył następnego dnia rezygnację z funkcji premiera. Została ona przyjęta przez króla Karola III, a w konsekwencji nowym szefem rządu został lider laburzystów, Keir Starmer. Objął wówczas funkcję lidera opozycji i utworzył gabinet cieni. Zapowiedział również rezygnację z przewodniczenia Partii Konserwatywnej. Liderem swojej partii i opozycji pozostał do 2 listopada 2024, kiedy został zastąpiony przez Kemi Badenoch.

## Życie prywatne
W 2009 poślubił Akshatę Murty, poznaną podczas studiów na Uniwersytecie Stanforda córkę miliardera N.R. Narayany Murthy’ego. Ma dwie córki. Deklaruje się jako hinduista.
Jest myśliwym, poluje m.in. na pardwy i opowiada się za aktywnym zarządzaniem brytyjskimi wrzosowiskami, otwarcie i głośno popiera łowiectwo. Powołał do swojego gabinetu innych myśliwych.

## Odznaczenia
- Order Wolności (Ukraina, 2024)[33]